# De Stem des Volks (Utrecht)
De Stem des Volks is een gemengd zangkoor in de Nederlandse stad Utrecht.

## Geschiedenis
Het koor werd op 21 oktober 1931 opgericht als onderdeel van de socialistische zangcultuur van die tijd. Samen met soortgelijke zangkoren maakte het koor deel uit van de Bond van Arbeiders-zangverenigingen in Nederland. Het Utrechtse koor verleende van meet af aan in de beginjaren van zijn bestaan medewerking aan de partijbijeenkomsten van de SDAP in Utrecht. Het koor is aangesloten bij de Koninklijke Bond van Zang- en Oratoriumverenigingen in Nederland. In 2006 werd het 75-jarig jubileum gevierd in het Volksbuurtmuseum in de Utrechtse Wijk C. Het koor is nu al meer dan 90 jaar actief in Utrecht. Haar voorganger het koor  "De Stem"  is al opgericht in 1905
Het koor heeft een gemengd klassiek en populair repertoire en telt circa 45 leden. De dirigent van het koor is Paul Krijnen.